# Mühlenberg (Trebbin)
Der Mühlenberg ist eine 47,5 m ü. NHN hohe Erhebung auf der Gemarkung der Stadt Trebbin im Landkreis Teltow-Fläming in Brandenburg. Er liegt rund 1,4 km südöstlich des Trebbiner Ortsteils Blankensee und dort rund 300 m östlich der Landstraße 793, die vom Ludwigsfelder Ortsteil Schiaß im Norden in südlicher Richtung zum weiteren Trebbiner Ortsteil Schönhagen führt. Rund 630 m nördlich fließt der Faule Graben, ein Meliorationsgraben, von Osten kommend in westlicher Richtung entlang. Eine Mühle wurde erstmals im Jahr 1715 im Ort erwähnt; ein Müller noch 1840.